# کاظم‌آباد (فراهان)
کاظم‌آباد روستایی در دهستان فشک بخش مرکزی شهرستان فراهان استان مرکزی ایران است.

## جمعیت
بر پایه سرشماری عمومی نفوس و مسکن در سال ۱۳۹۵ جمعیت این مکان ۶۴ نفر (۲۳خانوار) بوده‌است.